# Bathygadus cottoides
Bathygadus cottoides är en fiskart som beskrevs av Günther, 1878. Bathygadus cottoides ingår i släktet Bathygadus och familjen skolästfiskar. Inga underarter finns listade.

## Bildgalleri

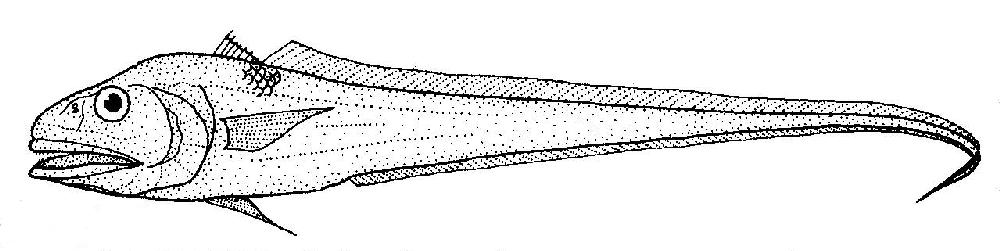